# Raw Sienna
Raw Sienna — студийный альбом британской блюз-рок-группы Savoy Brown, выпущенный 7 марта 1970 года музыкальным лейблом Decca Records.

## Об альбоме
Питер Курц в своей рецензии для AllMusic по поводу музыкального наполнения диска делал следующий вывод:

«К сожалению, (по итогу) лидер группы Ким Симмондс потерял своё самое ценное достояние, когда после этой записи вокалист Крис Юлден ушёл ради неудачной сольной карьеры. У него был один из самых характерных голосов в британском блюзе.

## Список композиций
Слова и музыка всех песен — написаны Крисом Юлденом, кроме указанных отдельно.
| №  | Название             | Автор(ы)     | Длительность |
| -- | -------------------- | ------------ | ------------ |
| 1. | «A Hard Way to Go»   |              | 2:17         |
| 2. | «That Same Feelin’»  | Ким Симмондс | 3:36         |
| 3. | «Master Hare»        | Ким Симмондс | 4:45         |
| 4. | «Needle and Spoon»   |              | 3:18         |
| 5. | «A Little More Wine» |              | 4:51         |

| №                   | Название                        | Автор(ы)            | Длительность |
| ------------------- | ------------------------------- | ------------------- | ------------ |
| 1.                  | «I’m Crying»                    |                     | 4:17         |
| 2.                  | «Stay While the Night Is Young» |                     | 3:07         |
| 3.                  | «Is That So»                    | Ким Симмондс        | 7:40         |
| 4.                  | «When I Was a Young Boy»        |                     | 3:02         |
| Общая длительность: | Общая длительность:             | Общая длительность: | 36:53        |

## Участники записи
Savoy Brown:
- Крис Юлден[англ.] — вокал
- Ким Симмондс[англ.] — соло-гитара, слайд-гитара в треке «A Little More Wine»
- Дейв Певеретт — ритм-гитара, акустическая гитара
- Тони Стивенс[англ.] — бас-гитара
- Роджер Эрл[англ.] — ударные

Технический персонал:
- Ким Симмондс, Крис Юлден — продюсеры, аранжировщики
- Терри Нунан — аранжировщик духовых и струнных партий
- Пол Трегурта — звукоинженер
- Малькольм Адди — инженер сведе́ния
- Гарри Фишер — инженер нарезки лакового слоя
- Игнац — художник-оформитель